# Wenedyk
Le wenedyk (en français : vénédais) est une langue construite de manière "naturelle" par le traducteur hollandais Jan van Steenbergen. Celle-ci appartient au pays fictif de la République des Deux Couronnes, équivalent du Rzeczpospolita ancien, dans l'uchronie d'Ill Bethisad. Dans l'uchronie, le vénédais descend du latin vulgaire, mélangé avec la langue slave, car l'empire romain a romanisé les ancêtres des Polonais. En fait, c'est une recherche pour voir ce à quoi ressemblerait le polonais si c'était une langue romane et non pas une langue slave.
M. van Steenbergen a été inspiré des langues brithenig, breathanach et kerno. Le vénédais n'est basé que sur le latin vulgaire, le polonais et le latin classique, et tous les changements qui ont rendu possible le polonais, les changements phonologiques, morphologiques et de grammaire sont attribués au latin vulgaire. Sur l'Internet elle est connue comme un exemple de langue alternative, comme le brithening et le breathanach.
Le vénédais joue un rôle principal dans l'uchronie d'Ill Bethisad, où il est l'une des deux langues officielles de la République des Deux Couronnes. En 2005, le vénédais était rénové selon les nouvelles découvertes de l'histoire du latin et aussi parce que cette langue figure dans plusieurs chapitres d'une histoire se déroulant dans l'univers de cette uchronie.